# Le Roi Midas
Pour les articles homonymes, voir Midas (homonymie).
Pour plus de détails, voir Fiche technique et Distribution.
Le Roi Midas (The Golden Touch) est un court métrage d'animation américain de la série des Silly Symphonies réalisé par Walt Disney, pour United Artists, sorti le 22 mars 1935. Le film se base sur l'histoire du roi Midas, qui après avoir recueilli Silène obtient de Dionysos la faculté de changer en or tout ce qu'il touche. L'équipe Disney a toutefois transformé Dionysos en une sorte d'elfe et modifié la fin.

## Synopsis
Le Roi Midas, installé dans sa salle au trésor avec son chat, compte ses pièces d'or et souhaite en avoir encore plus. Il reçoit alors la visite d'un elfe nommé Goldie, qui lui offre sa faculté de changer tout ce qu'il touche en or. Enchanté par son don, le roi parcourt tout son château et transforme tout en or, mais sa joie se perd lorsqu'il tente de se restaurer. Les aliments se changeant en or et devenant incomestibles. Approché par la mort, il souhaite alors rendre le pouvoir ainsi que ses possessions contre un simple hamburger aux oignons.

## Fiche technique
- Titre original : The Golden Touch
- Autres Titres [1]:
  -  Allemagne : Die Glückliche Hand
  -  France : Le Roi Midas
  -  Suède : Det Gyllene fingret, Kung Midas
- Série : Silly Symphonies
- Réalisateur : Walt Disney
- Voix : Billy Bletcher (Midas)
- Animateurs[2] : Norman Ferguson, Fred Moore
- Producteur : Walt Disney
- Production : Walt Disney Productions
- Distributeur : United Artists
- Date de sortie : 22 mars 1935[1],[3]
- Autres Dates[2] :
  - Annoncée : 22 mars 1935
  - Dépôt de copyright : 28 février 1935
  - Première à Los Angeles : 28 mars au 3 avril 1935 au Grauman's Chinese Theatre et au Loew's State en première partie de Folies-Bergère de Roy Del Ruth
  - Première à New York : 21 mars au 3 avril 1935 au Radio City Music Hall en première partie de The Little Colonel de David Butler
- Format d'image : Couleur (Technicolor[1]
- Son : Mono (RCA Sound System[1])
- Musique [2]: Frank Churchill
  - Musique originale : The Counting Song
- Durée : 10 min 06 s
- Langue : (en)
- Pays :  États-Unis

## Voix françaises
- Gérard Hernandez : le roi Midas
- Jean-Claude Briodin : le roi Midas (chant)
- Martine Regnier : Goldie

## Commentaires
La fin du film diffère de l'histoire originale avec l'absence du suicide de Midas dans le fleuve Pactole.
Le film a influencé le court métrage Greedy Humpty Dumpty (1936) réalisé par Max Fleischer.
Étrangement, alors que la plupart des Silly Symphonies précédentes et suivantes comptent entre une demi-douzaine et plus d'une vingtaine d'animateurs (parfois réparties en trois équipes), ce film ne comporte que deux animateurs. Ce film est aussi la seule Silly Symphony où Walt Disney est le réalisateur.